# Alex Caruso
Alex Michael Caruso (College Station, 28 februari 1994) is een Amerikaans basketbalspeler die uitkomt voor de Oklahoma City Thunder. Hij werd in 2020 kampioen in de NBA met de Los Angeles Lakers en in 2025 met de Oklahoma City Thunder.

## Carrière
Caruso speelde collegebasketbal voor de Texas A&M Aggies van 2012 tot 2016. In 2016 nam hij deel aan de NBA draft maar werd niet gekozen. Hij speelde in de NBA Summer League voor de Philadelphia 76ers maar kreeg geen contract. Na een kortlopend contract bij de Oklahoma City Thunder tekende Caruso op 17 oktober 2016 voor de Oklahoma City Blue in de NBA D-League. In 2017 speelde hij de Summer League voor de Los Angeles Lakers en wist een contract te versieren maar speelde ook nog voor de opleidingsploeg South Bay Lakers in de NBA Development League. Caruso maakte op 19 oktober zijn debuut in de NBA tijdens een match van de Lakers tegen de Los Angeles Clippers. Hij speelde ook in 2018 de Summer League voor de Lakers en kreeg opnieuw een contract aangeboden, hij speelde opnieuw ook wedstrijden voor de opleidingsploeg. Op 6 juli 2019 tekende hij een nieuw tweejarig contract bij de Lakers. Hij won in het seizoen 2019/20 met de Lakers het NBA-kampioenschap. De finale tegen de Miami Heat werd in 6 wedstrijden met een 4-2 voordeel voor de Lakers besloten. 
Na het aflopen van zijn contract tekende hij bij de Chicago Bulls in 2021 waar hij met rugnummer 6 ging spelen. In januari 2022 liep hij een blessure op aan zijn hand en moest een aantal weken aan de kant blijven. Op het einde van het seizoen 2022/23 werd Caruso geselecteerd voor het NBA All-Defensive First Team. Tijdens het seizoen 2023/24] werd Caruso steeds meer uitgespeeld als basisspeler. Hij sloot het seizoen af met een gemiddelde van van 10,1 punten, zijn beste resultaat. Tevens kreeg Caruso de NBA Hustle Award toebedeeld. 
In juni 2024 werd hij geruild naar de Oklahoma City Thunder voor Josh Giddey. Op 22 december 2024 tekende Caruso een nieuw contract voor 4 seizoenen in Oklahoma. Tijdens het seizoen 2024/25 liet hij met Oklahoma City Thunder in de maand december een 12-1 winst/verlies-reeks optekenen. Oklahoma City Thunder sloot het reguliere seizoen af als beste ploeg met 68 overwinningen. In de playoffs was Caruso met Oklahoma City Thunder achtereenvolgens te sterk voor de Memphis Grizzlies en de Denver Nuggets. In de finale van de Western conference won Oklahoma met 4-1 van de Minnesota Timberwolves en zo ging Caruso met Oklahoma de NBA Finales in tegen de Indiana Pacers. In deze NBA Finale was Oklahoma in 7 wedstrijden de beste, en Caruso liet zo zijn tweede NBA-titel op zijn palmares bijschrijven.

## Erelijst
- NBA-kampioen: 2020, 2025
- All-NBA G League Second Team: 2018
- NBA All-Defensive First Team: 2023
- NBA All-Defensive Second Team: 2024
- NBA Hustle Award: 2024
- Texas A&M Athletic Hall of Fame: 2024[10]

## Statistieken
| Legenda | Legenda                | Legenda | Legenda                 | Legenda | Legenda               |
| ------- | ---------------------- | ------- | ----------------------- | ------- | --------------------- |
| WG      | Wedstrijden gespeeld   | WS      | Wedstrijden als starter | MPW     | Minuten per wedstrijd |
| FG%     | Fieldgoal-percentage   | 3P%     | Drie-punterpercentage   | VW%     | Vrije-worppercentage  |
| RPW     | Rebounds per wedstrijd | APW     | Assists per wedstrijd   | SPW     | Steals per wedstrijd  |
| BPW     | Blocks per wedstrijd   | PPW     | Punten per wedstrijd    | Vet     | Hoogste in carrière   |

### Reguliere Seizoen
| Seizoen  | Team                  | WG  | WS  | MPW  | 2P%  | 3P%  | FW%  | RPW | APW | SPW | BPW | PPW  |
| -------- | --------------------- | --- | --- | ---- | ---- | ---- | ---- | --- | --- | --- | --- | ---- |
| 2017/18  | Los Angeles Lakers    | 37  | 7   | 15,2 | 43,1 | 30,2 | 70,0 | 1,8 | 2,0 | 0,6 | 0,3 | 3,6  |
| 2018/19  | Los Angeles Lakers    | 25  | 4   | 21,2 | 44,5 | 48,0 | 79,7 | 2,7 | 3,1 | 1,0 | 0,4 | 9,2  |
| 2019/20  | Los Angeles Lakers    | 64  | 2   | 18,4 | 41,2 | 33,3 | 73,7 | 1,9 | 1,9 | 1,1 | 0,3 | 5,5  |
| 2020/21  | Los Angeles Lakers    | 58  | 6   | 21,0 | 43,6 | 40,1 | 64,5 | 2,9 | 2,8 | 1,1 | 0,3 | 6,4  |
| 2021/22  | Chicago Bulls         | 41  | 18  | 28,0 | 39,8 | 33,3 | 79,5 | 3,6 | 4,0 | 1,7 | 0,4 | 7,4  |
| 2022/23  | Chicago Bulls         | 67  | 36  | 23,5 | 45,5 | 36,4 | 80,8 | 2,9 | 2,9 | 1,5 | 0,7 | 5,6  |
| 2023/24  | Chicago Bulls         | 71  | 57  | 28,7 | 46,8 | 40,8 | 76,0 | 3,8 | 3,5 | 1,7 | 1,0 | 10,1 |
| 2024/25  | Oklahoma City Thunder | 54  | 3   | 19,3 | 44,6 | 35,3 | 82,4 | 2,9 | 2,5 | 1,6 | 0,6 | 7,1  |
| Carrière | Carrière              | 417 | 133 | 22,3 | 44,0 | 37,6 | 75,8 | 2,9 | 2,8 | 1,3 | 0,5 | 6,9  |

### Play-in
| Seizoen  | Team               | WG | WS | MPW  | 2P%  | 3P%  | FW% | RPW | APW | SPW | BPW | PPW  |
| -------- | ------------------ | -- | -- | ---- | ---- | ---- | --- | --- | --- | --- | --- | ---- |
| 2020/21  | Los Angeles Lakers | 1  | 0  | 30,3 | 50,0 | 66,7 | —   | 3,0 | 2,0 | 3,0 | 1,0 | 14,0 |
| 2022/23  | Chicago Bulls      | 2  | 2  | 30,8 | 52,6 | 41,7 | —   | 3,0 | 3,0 | 2,0 | 2,0 | 12,5 |
| 2023/24  | Chicago Bulls      | 2  | 2  | 25,3 | 36,4 | 44,4 | —   | 2,5 | 3,0 | 0,5 | 0,5 | 6,0  |
| Carrière | Carrière           | 5  | 4  | 28,5 | 47,6 | 45,8 | —   | 2,8 | 2,8 | 1,6 | 1,2 | 10,2 |

### Play-offs
| Seizoen  | Team                  | WG | WS | MPW  | 2P%  | 3P%  | FW%   | RPW | APW | SPW | BPW | PPW |
| -------- | --------------------- | -- | -- | ---- | ---- | ---- | ----- | --- | --- | --- | --- | --- |
| 2019/20  | Los Angeles Lakers    | 21 | 1  | 24,3 | 42,5 | 27,9 | 80,0  | 2,3 | 2,8 | 1,1 | 0,6 | 6,5 |
| 2020/21  | Los Angeles Lakers    | 6  | 0  | 20,2 | 36,8 | 29,4 | 100,0 | 1,3 | 0,5 | 0,2 | 0,7 | 5,8 |
| 2021/22  | Chicago Bulls         | 4  | 4  | 28,3 | 39,1 | 38,9 | –     | 2,8 | 4,3 | 1,3 | 1,0 | 6,3 |
| 2024/25  | Oklahoma City Thunder | 23 | 0  | 24,4 | 45,0 | 41,1 | 79,5  | 2,7 | 2,2 | 2,0 | 0,6 | 9,2 |
| Carrière | Carrière              | 54 | 5  | 24,2 | 42,8 | 35,5 | 80,3  | 2,4 | 2,4 | 1,4 | 0,6 | 7,6 |

0 Kuzma ·
1 Caldwell-Pope ·
3 Davis ·
4 Caruso ·
5 Horton-Tucker ·
7 McGee ·
9 Rondo ·
10 Dudley ·
11 Bradley ·
12 Cacok ·
14 Green ·
18 Waiters ·
21 Smith ·
23 James ·
28 Cook ·
37 Antetokounmpo ·
39 Howard ·
88 Morris ·
Coach Vogel
2 Gilgeous-Alexander · 
3 Jones · 
5 Dort · 
6 Jay. Williams · 
7 Holmgren · 
8 Jal. Williams · 
9 Caruso · 
11 Joe · 
13 Dieng · 
14 Flagler · 
15 Carlson · 
21 Wiggins · 
22 Wallace · 
25 Mitchell · 
34 K. Williams · 
55 Hartenstein · 
88 Ducas · 
Coach Daigneault